# BitStar
株式会社BitStar（ビットスター、英: BitStar Inc.）は、東京都渋谷区に本社を置くエンターテインメント&テクノロジー企業。
「100年後に名前が残る産業・文化をつくる」というミッションを掲げ、「その輝きを、加速させる。」というタグラインのもと、クリエイター支援事業やコンテンツ制作事業を展開し、動画クリエイターやコンテンツの成長を、独自データとテクノロジーにより支援している。

## 概要
2014年に株式会社Bizcastとして設立。創業者である渡邉拓が友人のYouTuberの仕事を支援したことがきっかけとなり、クリエイター支援事業を開始。
クリエイターエージェント「BitStar Agent」のみならず、2017年にはクリエイタープロダクション「E-DGE（現 BitStar Production）」、2019年にはコンテンツスタジオ「BitStar Studio」を設立。

## 沿革
- 2014年（平成26年）
  - 7月10日 - 株式会社Bizcast設立
- 2016年（平成28年）
  - 8月1日 - シリーズA資金調達を発表（金額非公表）[2]
- 2017年（平成29年）
  - 7月5日 - クリエイタープロダクション「E-DGE（現 BitStar Production）」を設立[3]
  - 9月19日 - 株式会社BitStarに商号変更[4]
  - 10月2日 - シリーズB資金調達を発表（約3億円）[5]
- 2018年（平成30年）
  - 8月20日 - シリーズC資金調達を発表（約13億円）[6]
- 2019年（平成31年）
  - 2月18日 - DSLDO株式会社よりファッションイベント「SAPPORO COLLECTION」の商標権を取得[7]
  - 3月20日 - 合同会社メゾワンの買収を発表し、ライバー事業を開始[8]
  - 8月9日 - コンテンツスタジオ「BitStar Studio」立ち上げを発表[9]
- 2020年（令和2年）
  - 8月17日 - シリーズD資金調達を発表（約10億円）[10]
- 2021年（令和3年）
  - 4月5日 - 株式会社Fun、株式会社JOINT LABELを買収し、D2C事業「BitStar D2C」を開始[11]
  - 12月1日 - 阪急阪神ホールディングスのCVC等からの資金調達を発表（金額非公表）[12]
- 2022年（令和4年）
  - 4月1日 - 株式会社Viibarよりコンテンツプロデュース事業を譲受[13]
- 2023年（令和5年）
  - 8月1日 - 株式会社Garouを買収し、女性クリエイターレーベル「OOO Entertainment」を設立[14]

## 運営チャンネル
- 6時のおやつ

## 所属クリエイター

### BitStar Production
BitStar Productionに所属するクリエイターの一覧（2025年1月現在）。BitStar Academy所属クリエイターは省略。

#### エンタメ
- ニューポテトパーティー
- REAL AKIBA BOYZ
- マイコちゃん[MAIKO]
- 設定せぶん
- ココロマンちゃんねる
- もこちゃんチャンネル
- まんなたぬきManna-Tanuki
- ゆうこん家のパークガイド
- きくしんチャンネル
- ルイボスチャンネル
- タチバナさんの毎日ルーティン
- えっちゃんねる/悦子
- THEエジプト人です!
- MEGWIN
- RaMu（業務提携）
- yuki room

#### ビューティー・ファッション
- 足の裏から人間になるには
- シホるん
- かぽ

#### ゲーム
- ひたまゆ。
- パール
- ぺっチャンネル
- ピロ
- 五本木葵
- ゆるりる
- 明日香チャンネル
- 我が道を征くイカレタコ助
- NathVie
- ゆっくり草餅
- けまいチャンネル/ゲーム情報紹介
- あつ森カービィcreate[とん]

#### 料理・フード
- 三年食太郎
- ひまひよ
- 筒井チャンネル
- アルチューバーの日常
- 木下ゆうか
- さらちゃんねっる
- フードテロセッサー【食欲の奴隷】

#### ライフスタイル
- 片倉岳人/ダイエットの知恵袋
- Julia
- めめの暮らし
- ほしのこCH
- ともかほちゃんねる
- みゆかチャンネル
- けだまの日常
- みゆみゆチャンネル
- 稀に暇なOL_なっちゃん
- 兄のぼる【父の介護クエスト】
- 人間らしく生きるこいぬの日常
- 軍曹と歩兵（業務提携）

#### アウトドア・スポーツ
- 小野田倫久
- 無職旅

#### ファミリー・キッズ
- チビみらんチャンネル
- ぽるぽるふぁみりー（業務提携）
- だーしま動画チャンネル
- 鬼妻ちゃんねる【鬱旦那との日常Vlog】
- 父と子つなぐおべんとう
- さくありちゃんねる
- 最強ばあちゃんときどき玄孫
- Hikari Kizuna TV
- 3兄弟ままちゃんねる
- いっちーファミリー
- ヨメポンポン
- こたおんLANDーコタロー発達の遅れー
- うちの4兄弟4 brothers of my home
- rare cheese baby
- くるすけfamily
- 24歳シングルフぁざー
- あつの裏チャンネル

#### カップル
- りせとルイス
- むっかなチャンネル
- かけまるちゃんねる
- りゅなりさ
- まつちゃんねる日記
- JTブログ
- たつももチャンネル
- びにえみ
- 茶の間のなみとけい

#### ペット・動物
- 《あつし》Channel
- 真釣ちゃんねる
- あにまるず
- ma ko
- もんちゃんていうよ。
- にゃんかつ

### OOO Entertainment
OOO Entertainmentに所属するクリエイターの一覧（2025年1月現在）。
- 古川優香
- きぬ
- 稲垣莉生
- りかりこ
- 糸原美波
- 緩苺
- 大和田南那
- 中野恵那
- chun
- 安藤京香
- AKANE
- えっちゃんねる/悦子
- Julia
- ほしのこ
- 足の裏から人間になるには
- かぽ
- シホるん
- 香澄（うちの4兄弟）
- 稀に暇なOL_なっちゃん
- かす
- 吉井美優
- 大松絵美
- 田中里奈
- 松田倫子

## 元所属クリエイター

### BitStar Production
かつてBitStar Production（旧 E-DGE）に所属していたクリエイターの一覧（2025年1月現在）。元BitStar Academy所属クリエイターは省略。
- あつろー
- あんりゴン
- 磯田怜
- 伊東
- 上田ゆき
- ウマヅラビデオ
- Kaa
- かあいいちゃん
- かすこんねぅ
- かねき
- カネマン
- カノックスター
- ガブりえる
- がみ
- からつけあっきぃ
- きゅっぽんちゃんねる
- ギルトガイ少女
- 吟醸姉妹ギン
- けちゃらいす
- koimiDIYの部屋
- Cody
- コガラナ天パのうさハムch
- 五彩緋夏
- 小鳥遊エリ
- GOLILA-GOLILA
- 薬学生トレーニーSakura
- 佐藤ノア（業務提携）
- さもじとほたねの日常
- 沙耶香sayaka
- シイナナルミ
- JJコンビ
- jiji&toto
- ししまるのお部屋
- 下園れいか先生
- スズメ
- せっかちかあちゃん
- そわんわん
- たかぴーちゃんねる
- たこまる/TAKOMARU
- 環さんは今忙しい【たまき】
- Chie Hidaka
- つーとん.
- TKD PROJECT
- デカキン
- とい★はっぴー/toyhappy
- トミック
- ともかほちゃんねる
- なーな
- なぎすたんす
- なつはるまき
- 猫ッチョファミリー
- 猫のきんた・ココ・楽【きんこら】
- のんすけ
- ばたん♂
- はらぺこツインズ（業務提携）
- はるまきちゃんねる
- ひまひよ
- ぷりっつ
- ぼくたちリフト
- ぽるぽるちゃん
- ぽんち
- まーるちゃんねる
- 松田さんの毎日セルフケア
- まなか
- 魔法少女ぴぷちゃん
- 幻ついんず
- 真夜中のビバリウム
- 【保育系YouTuber】 mocaちゃんTime
- みうとりん
- みな氏。
- みみ
- mirai
- みるめんちゃんねる
- メインハイチャンネル
- もももチャンネル
- ゆきぽよ（業務提携）
- /Yuccaユッカ
- ゆとりすたいる
- ようこそカラスのリキ
- よきき（業務提携）
- 代々木わこ
- よわよわカップル
- ラウト
- りょう/骨の髄からこんにちは
- るかちゃんねる
- レンボチャンネル
- Ray
- 笑う浪人生